# Абердін (футбольний клуб)
«Абердін» (англ. Aberdeen) — професіональний шотландський футбольний клуб з міста Абердін, який грає у Шотландській Прем'єр-Лізі. Заснований у 1903 році, і є одним з найуспішніших клуб шотландського чемпіонату: чотири національні титули, вісім Кубків Шотландії, причому три поспіль у 1980-х. Єдина шотландська команда, яка виграла два європейських турніри в один і той же рік.

## Історія
У 1903 році клуб виник у результаті об'єднання трьох команд з Абердіна. До 1950 року команда була «середняком» ліги, але того року «Абердін» здобув всі нагороди першості Шотландії. «Золотою ерою» команди можна назвати 1980-ті, коли команду очолював Алекс Фергюсон. Тоді клуб виграв три першості, чотири Кубки Шотландії та Кубка Шотландської ліги. Кульмінаційним став 1983 рік: «Абердін» здобув Кубок Кубків та Суперкубок УЄФА.

## Досягнення

### Національні
Чемпіонат Шотландії:
- Чемпіон (4):  1954–55, 1979–80, 1983–84, 1984–85
- Срібний призер (17):  1910–11, 1936–37, 1955–56, 1970–71, 1971–72, 1977–78, 1980–81, 1981–82, 1988–89, 1989–90, 1990–91, 1992–93, 1993–94, 2014–15, 2015–16, 2016–17, 2017–18

Кубок Шотландії:
- Володар (8):  1946–47, 1969–70, 1981–82, 1982–83, 1983–84, 1985–86, 1989–90, 2024–25
- Фіналіст (9):  1936–37, 1952–53, 1953–54, 1958–59, 1966–67, 1977–78, 1992–93, 1999–00, 2016–17

Кубок Ліги:
- Володар (6): 1955–56, 1976–77, 1985–86, 1989–90, 1995–96, 2013–14
- Фіналіст (10): 1946–47, 1978–79, 1979–80, 1987–88, 1988–89, 1992–93, 1999–00, 2016–17, 2018–19, 2023–24

### Європа
Кубок володарів кубків УЄФА:
- Володар (1): 1982–83

 Суперкубок УЄФА
-  Володар (1): 1983

## Виступи в єврокубках
| Сезон   | Змагання                     | Раунд   | Суперник               | 1-а гра  | 2-а гра | Разом     | Примітки                       |
| ------- | ---------------------------- | ------- | ---------------------- | -------- | ------- | --------- | ------------------------------ |
| 1967–68 | Кубок володарів кубків       | 1Р      | КР                     | 10–0 (Д) | 4–1 (В) | 14–1      | Н/Д                            |
| 1967–68 | Кубок володарів кубків       | 2Р      | Стандард Льєж          | 0–3 (В)  | 2–0 (Д) | 2–3       | Н/Д                            |
| 1968–69 | Кубок ярмарків               | 1Р      | Славія Софія           | 0–0 (В)  | 2–0 (Д) | 2–0       | Н/Д                            |
| 1968–69 | Кубок ярмарків               | 2Р      | Реал Сарагоса          | 2–1 (Д)  | 0–3 (В) | 2–4       | Н/Д                            |
| 1970–71 | Кубок володарів кубків       | 1Р      | Будапешт Гонвед        | 3–1 (Д)  | 1–3 (В) | 4–4       | Програли в серії пенальті      |
| 1971–72 | Кубок УЄФА                   | 1Р      | Сельта                 | 2–0 (В)  | 1–0 (Д) | 3–0       | Н/Д                            |
| 1971–72 | Кубок УЄФА                   | 2Р      | Ювентус                | 0–2 (В)  | 1–1 (Д) | 1–3       | Н/Д                            |
| 1972–73 | Кубок УЄФА                   | 1Р      | Боруссія Менхенгладбах | 2–3 (Д)  | 3–6 (В) | 5–9       | Н/Д                            |
| 1973–74 | Кубок УЄФА                   | 1Р      | Фінн Гарпс             | 4–1 (Д)  | 3–1 (В) | 7–2       | Н/Д                            |
| 1973–74 | Кубок УЄФА                   | 2Р      | Тоттенгем              | 1–1 (Д)  | 1–4 (В) | 2–5       | Н/Д                            |
| 1977–78 | Кубок УЄФА                   | 1Р      | Моленбек               | 0–0 (В)  | 1–2 (Д) | 1–2       | Н/Д                            |
| 1978–79 | Кубок володарів кубків       | 1Р      | Марек Димитров         | 2–3 (В)  | 3–0 (Д) | 5–3       | Н/Д                            |
| 1978–79 | Кубок володарів кубків       | 2Р      | Фортуна Дюссельдорф    | 0–3 (В)  | 2–0 (Д) | 2–3       | Н/Д                            |
| 1979–80 | Кубок УЄФА                   | 1Р      | Айнтрахт Франкфурт     | 1–1 (Д)  | 0–1 (В) | 1–2       | Н/Д                            |
| 1980–81 | Кубок Європейських чемпіонів | 1Р      | Аустрія Відень         | 1–0 (Д)  | 0–0 (В) | 1–0       | Н/Д                            |
| 1980–81 | Кубок Європейських чемпіонів | 2Р      | Ліверпуль              | 0–1 (Д)  | 0–4 (В) | 0–5       | Н/Д                            |
| 1981–82 | Кубок УЄФА                   | 1Р      | Іпсвіч Таун            | 1–1 (В)  | 3–1 (Д) | 4–2       | Н/Д                            |
| 1981–82 | Кубок УЄФА                   | 2Р      | Арджеш                 | 3–0 (Д)  | 2–2 (В) | 5–2       | Н/Д                            |
| 1981–82 | Кубок УЄФА                   | 3Р      | Гамбург                | 3–2 (Д)  | 1–3 (В) | 4–5       | Н/Д                            |
| 1982–83 | Кубок володарів кубків       | ПР      | Сьйон                  | 7–0 (Д)  | 4–1 (В) | 11–1      | Н/Д                            |
| 1982–83 | Кубок володарів кубків       | 1Р      | Динамо Тирана          | 1–0 (Д)  | 0–0 (В) | 1–0       | Н/Д                            |
| 1982–83 | Кубок володарів кубків       | 2Р      | Лех                    | 2–0 (Д)  | 1–0 (В) | 3–0       | Н/Д                            |
| 1982–83 | Кубок володарів кубків       | 1/4     | Баварія                | 0–0 (В)  | 3–2 (Д) | 3–2       | Н/Д                            |
| 1982–83 | Кубок володарів кубків       | 1/2     | Ватершей Тор           | 5–1 (Д)  | 0–1 (В) | 5–2       | Н/Д                            |
| 1982–83 | Кубок володарів кубків       | Фінал   | Реал Мадрид            | 2–1 (Н)  | 2–1 (Н) | Переможці | Після додаткового часу         |
| 1983–84 | Суперкубок                   | Фінал   | Гамбург                | 0–0 (В)  | 2–0 (Д) | 2–0       | Н/Д                            |
| 1983–84 | Кубок володарів кубків       | 1Р      | Акранес                | 2–1 (В)  | 1–1 (Д) | 3–2       | Н/Д                            |
| 1983–84 | Кубок володарів кубків       | 2Р      | Беверен                | 0–0 (В)  | 4–1 (Д) | 4–1       | Н/Д                            |
| 1983–84 | Кубок володарів кубків       | 1/4     | Уйпешт                 | 0–2 (В)  | 3–0 (Д) | 3–2       | Н/Д                            |
| 1983–84 | Кубок володарів кубків       | 1/2     | Порту                  | 0–1 (В)  | 0–1 (Д) | 0–2       | Н/Д                            |
| 1984–85 | Кубок Європейських чемпіонів | 1Р      | Динамо Берлін          | 2–1 (Д)  | 1–2 (В) | 3–3       | Програли в серії пенальті      |
| 1985–86 | Кубок Європейських чемпіонів | 1Р      | Акранес                | 3–1 (В)  | 4–1 (Д) | 7–2       | Н/Д                            |
| 1985–86 | Кубок Європейських чемпіонів | 2Р      | Серветт                | 0–0 (В)  | 1–0 (Д) | 1–0       | Н/Д                            |
| 1985–86 | Кубок Європейських чемпіонів | 1/4     | Гетеборг               | 2–2 (Д)  | 0–0 (В) | 2–2       | Програли через голи на виїзді  |
| 1986–87 | Кубок володарів кубків       | 1Р      | Сьйон                  | 2–1 (Д)  | 0–3 (В) | 2–4       | Н/Д                            |
| 1987–88 | Кубок УЄФА                   | 1Р      | Богеміан               | 0–0 (В)  | 1–0 (Д) | 1–0       | Н/Д                            |
| 1987–88 | Кубок УЄФА                   | 2Р      | Феєнорд                | 2–1 (Д)  | 0–1 (В) | 2–2       | Програли через голи на виїзді  |
| 1988–89 | Кубок УЄФА                   | 1Р      | Динамо Дрезден         | 0–0 (Д)  | 0–2 (В) | 0–2       | Н/Д                            |
| 1989–90 | Кубок УЄФА                   | 1Р      | Рапід Відень           | 2–1 (Д)  | 0–1 (В) | 2–2       | Програли через голи на виїзді  |
| 1990–91 | Кубок володарів кубків       | 1Р      | Неа Саламіна           | 2–0 (В)  | 3–0 (Д) | 5–0       | Н/Д                            |
| 1990–91 | Кубок володарів кубків       | 2Р      | Легія                  | 0–0 (Д)  | 0–1 (В) | 0–1       | Н/Д                            |
| 1991–92 | Кубок УЄФА                   | 1Р      | Болдклуббен 1903       | 0–1 (Д)  | 0–2 (В) | 0–3       | Н/Д                            |
| 1993–94 | Кубок володарів кубків       | 1Р      | Валюр                  | 3–0 (В)  | 4–0 (Д) | 7–0       | Н/Д                            |
| 1993–94 | Кубок володарів кубків       | 2Р      | Торіно                 | 2–3 (В)  | 1–2 (Д) | 3–5       | Н/Д                            |
| 1994–95 | Кубок УЄФА                   | ПР      | Сконто                 | 0–0 (В)  | 1–1 (Д) | 1–1       | Програли через голи на виїзді  |
| 1996–97 | Кубок УЄФА                   | КР      | Жальгіріс              | 4–1 (В)  | 1–3 (Д) | 5–4       | Н/Д                            |
| 1996–97 | Кубок УЄФА                   | 1Р      | Баррі Таун             | 3–1 (Д)  | 3–3 (В) | 6–4       | Н/Д                            |
| 1996–97 | Кубок УЄФА                   | 2Р      | Брондбю                | 0–2 (Д)  | 0–0 (В) | 0–2       | Н/Д                            |
| 2000–01 | Кубок УЄФА                   | КР      | Богеміан               | 1–2 (Д)  | 1–0 (В) | 2–2       | Програли через голи на виїзді  |
| 2002–03 | Кубок УЄФА                   | КР      | Ністру                 | 1–0 (Д)  | 0–0 (В) | 1–0       | Н/Д                            |
| 2002–03 | Кубок УЄФА                   | 1Р      | Герта                  | 0–0 (Д)  | 0–1 (В) | 0–1       | Н/Д                            |
| 2007–08 | Кубок УЄФА                   | 1Р      | Дніпро                 | 0–0 (Д)  | 1–1 (В) | 1–1       | Перемогли через голи на виїзді |
| 2007–08 | Кубок УЄФА                   | Група B | Панатінаїкос           | 0–3 (В)  | 0–3 (В) | 3-є місце | Н/Д                            |
| 2007–08 | Кубок УЄФА                   | Група B | Локомотив Москва       | 1–1 (Д)  | 1–1 (Д) | 3-є місце | Н/Д                            |
| 2007–08 | Кубок УЄФА                   | Група B | Атлетіко Мадрид        | 0–2 (В)  | 0–2 (В) | 3-є місце | Н/Д                            |
| 2007–08 | Кубок УЄФА                   | Група B | Копенгаген             | 4–0 (Д)  | 4–0 (Д) | 3-є місце | Н/Д                            |
| 2007–08 | Кубок УЄФА                   | 1/16    | Баварія                | 2–2 (Д)  | 1–5 (В) | 3–7       | Н/Д                            |
| 2009–10 | Ліга Європи                  | 3КР     | Сігма                  | 1–5 (Д)  | 0–3 (В) | 1–8       | Н/Д                            |
| 2014–15 | Ліга Європи                  | 1Q      | Даугава                | 5–0 (Д)  | 3–0 (В) | 8–0       | Н/Д                            |
| 2014–15 | Ліга Європи                  | 2Q      | Гронінген              | 0–0 (Д)  | 2–1 (В) | 2–1       | Н/Д                            |
| 2014–15 | Ліга Європи                  | 3Q      | Реал Сосьєдад          | 0–2 (В)  | 2–3 (Д) | 2–5       | Н/Д                            |
| 2015–16 | Ліга Європи                  | 1КР     | Шкендія                | 1–1 (В)  | 0–0 (Д) | 1–1       | Перемогли через голи на виїзді |
| 2015–16 | Ліга Європи                  | 2КР     | Рієка                  | 3–0 ВA)  | 2–2 (Д) | 5–2       | Н/Д                            |
| 2015–16 | Ліга Європи                  | 3КР     | Кайрат                 | 1–2 (В)  | 1–1 (Д) | 2–3       | Н/Д                            |
| 2016–17 | Ліга Європи                  | 1КР     | Фола                   | 3–1 (Д)  | 0–1 (В) | 3–2       | Н/Д                            |
| 2016–17 | Ліга Європи                  | 2КР     | Вентспілс              | 3–0 (Д)  | 1–0 (В) | 4–0       | Н/Д                            |
| 2016–17 | Ліга Європи                  | 3КР     | Марибор                | 1–1 (Д)  | 0–1 (В) | 1–2       | Н/Д                            |
| 2017–18 | Ліга Європи                  | 2КР     | Широкі Брієг           | 1–1 (Д)  | 2–0 (В) | 3–1       | Н/Д                            |
| 2017–18 | Ліга Європи                  | 3КР     | Аполлон Лімасол        | 2–1 (Д)  | 0–2 (В) | 2–3       | Н/Д                            |
| 2018–19 | Ліга Європи                  | 2КР     | Бернлі                 | 1–1 (Д)  | 1–3 (В) | 2–4       | Після додаткового часу         |
| 2019–20 | Ліга Європи                  | 1КР     | РоПС                   | 2–1 (Д)  | 2–1 (В) | 4–2       | Н/Д                            |
| 2019–20 | Ліга Європи                  | 2КР     | Чихура                 | 1–1 (В)  | 5–0 (Д) | 6–1       | Н/Д                            |
| 2019–20 | Ліга Європи                  | 3КР     | Рієка                  | 0–2 (В)  | 0–2 (Д) | 0–4       | Н/Д                            |

Примітки
- ПР: Попередній раунд
- КР: Кваліфікаційний раунд
- 1Р: Перший раунд
- 2Р: Другий раунд
- 3Р: Третій раунд
- 1КР: Перший кваліфікаційний раунд
- 2КР: Другий кваліфікаційний раунд
- 3КР: Третій кваліфікаційний раунд
- 1/4: Чвертьфінал
- 1/2: Півфінал
- Д: Домашній матч
- В: Виїзний матч